# Jan Weselik
Jan Weselik (ur. w 1923 w Warszawie, zm. w 2005 w Warszawie) – polski artysta fotograf, uhonorowany tytułami Artiste FIAP (AFIAP) oraz Excellence FIAP (EFIAP). Członek rzeczywisty i członek honorowy Związku Polskich Artystów Fotografików.

## Działalność
Jan Weselik w 1954 roku został członkiem Poznańskiego Towarzystwa Fotograficznego. W 1961 roku został przyjęty w poczet członków Związku Polskich Artystów Fotografików, w późniejszym czasie (w 1983 roku) został członkiem honorowym ZPAF. 
Jan Weselik jest autorem i współautorem wielu wystaw fotograficznych; indywidualnych, zbiorowych, poplenerowych, pokonkursowych. Brał aktywny udział w Międzynarodowych Salonach Fotograficznych, organizowanych (m.in.) pod patronatem FIAP, zdobywając wiele medali, nagród, wyróżnień, dyplomów, listów gratulacyjnych. Jego fotografie były prezentowane (m.in.) w: Belgii, Brazylii, Chile, Niemczech, Włoszech oraz we Francji.
Pokłosiem udziału w Międzynarodowych Salonach Fotograficznych (pod patronatem FIAP) było przyznanie mu (w 1963 roku) tytułu honorowego Artiste FIAP (AFIAP) oraz (w 1972 roku) tytuł Excellence FIAP (EFIAP) - tytuły przyznane przez Międzynarodową Federację Sztuki Fotograficznej FIAP, z siedzibą w Luksemburgu.
Jan Weselik pozostał wierny fotografii monochromatycznej. W swoich pracach wykonywanych prawie wyłącznie w technice bromowej, zwracał uwagę na grę światła i oryginalność ujęcia, tematyka zdjęć była dla niego drugorzędna. Wielkim uznaniem cieszyły się jego nokturny, w których starał się zbliżyć fotografię do malarstwa. Fotografie Jana Weselika znajdują się w zbiorach Muzeum Narodowego w Warszawie, Muzeum Narodowego we Wrocławiu oraz w zbiorach ZPAF.